# Gmina Grunwald
Die Gmina Grunwald [ˈgrunvalt] ist eine Landgemeinde im Powiat Ostródzki der Woiwodschaft Ermland-Masuren in Polen. Ihr Sitz ist das Dorf Gierzwałd (deutsch Geyerswalde) mit etwa 660 Einwohnern.
Namensgebend für die Gemeinde ist das Dorf Grunwald (Grünfelde) mit 420 Einwohnern, das landesweit als Austragungsort der Schlacht bei Tannenberg von 1410 (polnisch Bitwa pod Grunwaldem – Schlacht bei Grunwald) bekannt ist. Der Ort Stębark (Tannenberg) jenseits des Schlachtfeldes war der Aufstellungsort des Ordensheeres.

## Geographie

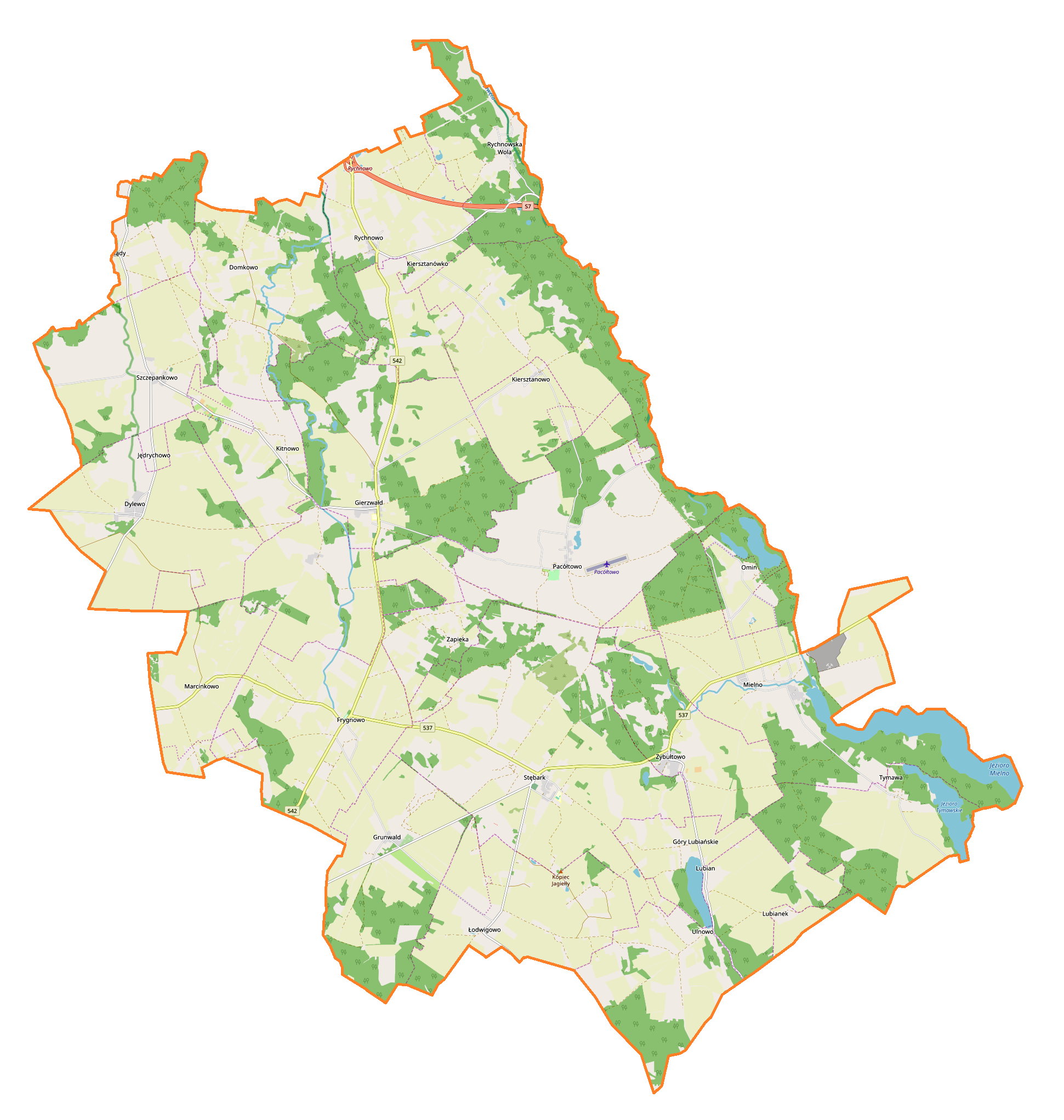
Karte der Gemeinde

Die Gemeinde liegt im Südwesten der Woiwodschaft, in Masuren im ehemaligen Ostpreußen. Nachbargemeinden sind die Landgemeinden Ostróda (Osterode) im Norden, Olsztynek (Hohenstein) im Osten, Kozłowo (Koslau) im Südosten und Dąbrówno (Gilgenburg) im Süden und Westen. Erstere und Letztere liegen im Powiat Ostródzki, Olsztynek im Powiat Olsztyński und Kozłowo im Powiat Nidzicki.
Im Südosten der Gemeinde befinden sich mehrere Seen. Der Mielno mit 547 Hektar ist ihr größter, der Tymawskie hat 64 Hektar. Wichtigstes Fließgewässer ist die 207 Kilometer lange Drwęca (Drewenz). Mielno und Drwęca bilden teilweise die Ostgrenze des Gemeindegebiets.
Die Gemeinde hat eine Fläche von nahezu 180 km², von der 72 Prozent land- und 18 Prozent forstwirtschaftlich genutzt werden.

## Geschichte

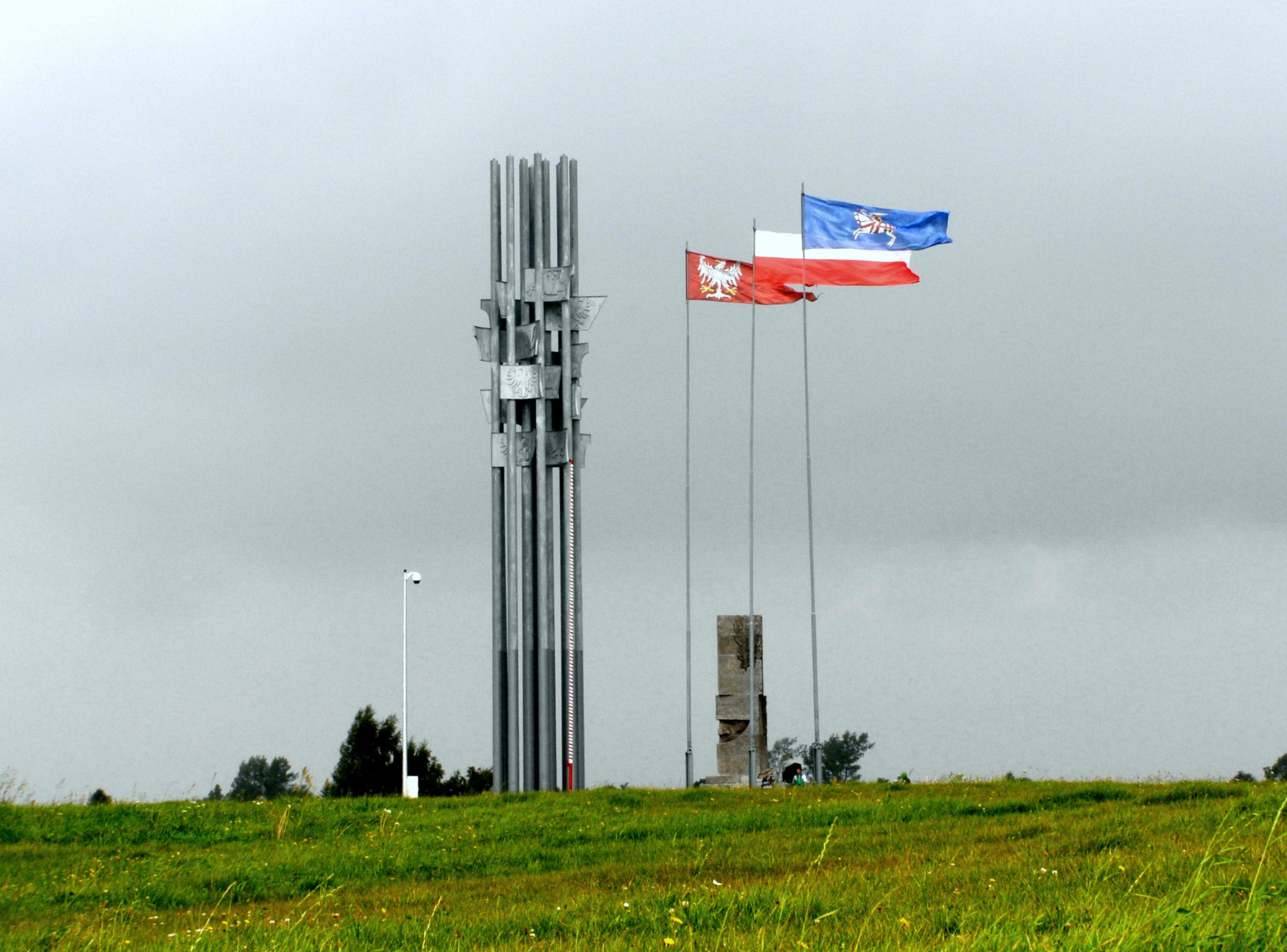
Denkmale bei Grunwald

Die Gemeinde wurde 1973 wiedergegründet, sie gehörte von 1975 bis 1998 zur Woiwodschaft Olsztyn (Allenstein) und kam 1999 zur Woiwodschaft Ermland-Masuren.
Auf Gemeindegebiet formierten sich 1410 das Heer der Polnisch-Litauischen Union östlich des Dorfs Grünfelde (Grunwald) und die Ordensritter beim einen Kilometer östlich gelegenen Ort Tannenberg (Stębark). – Die zweite Schlacht „bei Tannenberg“ fand 1914 etwa 15 Kilometer nordöstlich statt, sie wurde nur aus Gründen der Propaganda so genannt.

## Gliederung
Zur Landgemeinde Grunwald gehören 21 Dörfer (amtliche deutsche Namen bis 1945) mit einem Schulzenamt (sołectwo):
- Domkowo (Domkau)
- Dylewo (Döhlau)
- Frygnowo (Frögenau)
- Gierzwałd (Geierswalde)
- Glądy (Glanden)
- Góry Lubiańskie (Weißberg)
- Grunwald (Grünfelde)
- Kiersztanowo (Groß Kirsteinsdorf)
- Kiersztanówko (Klein Kirsteinsdorf)
- Kitnowo (Kittnau)
- Korsztyn (Gut Korstein)
- Łodwigowo (Ludwigsdorf)
- Marcinkowo (Mertensdorf)
- Mielno (Mühlen)
- Pacółtowo (Groß Pötzdorf)
- Rychnowo (Reichenau)
- Rychnowska Wola (Sophienthal)
- Stębark (Tannenberg)
- Szczepankowo (Steffenswalde)
- Zapieka (Kaulbruch)
- Zybułtowo (Seewalde)

Weitere kleinere Ortschaften der Gemeinde sind:
- Dąbrowo (Heinrichswalde)
- Dylewko (Elisenhof)
- Grabiczki (Grabitzken, 1938–1945 Geierseck)
- Jędrychowo (Heinrichau)
- Kalwa (Kalwa, 1938–1945 Kleintal)
- Lipowa Góra (Lindenberg bei Hohenstein)
- Lubian (Groß Lauben)
- Lubianek (Klein Lauben)
- Łacko (Fritzchen)
- Omin (Ohmen)
- Pacółtówko (Klein Pötzdorf)
- Rzepki (Rzepken, 1938–1945: Geierskreuz)
- Tymawa (Thymau)
- Ulnowo (Faulen)
- Wróble (Wrobbeln, 1938–1945: Geiershof)

## Sehenswürdigkeiten
Die Gedenkstätte Grunwald mit dem Grunwald-Denkmal liegt östlich von Grunwald, in Richtung des Ortes Stębark (Tannenberg).

## Verkehr
Die Schnellstraße S7 (Europastraße 77) durchzieht den Norden der Gemeinde. Sie führt von der Auffahrt Rychnowo (Reichenau) nach Ostróda (Osterode in Ostpreußen), Elbląg (Elbing) und Danzig sowie nach Nidzica (Neidenburg), während der Ausbau nach Warschau noch nicht vollständig ist. In Rychnowo besteht Anschluss an die Woiwodschaftsstraße DW542. Diese durchzieht die Gemeinde und ihren Hauptort von Nord nach Süd und führt nach Działdowo (Soldau). In Frygnowo (Frögenau) kreuzt die Woiwodschaftsstraße DW 537 die nach Lubawa (Löbau in Westpreußen) führt.
Der nächste Bahnhof ist Olsztynek (Hohenstein) an der Bahnstrecke Działdowo–Olsztyn.
Der nächste internationale Flughafen ist Danzig. – Das Hotel und Reitzentrum in Pacółtowo betreibt den Bedarfslandeplatz Pałac Pacółtowo mit einer Graspiste von 850 Metern Länge und 30 Metern Breite.